# فوژو ایرلاینز
فوژو ایرلاینز (به انگلیسی: Fuzhou Airlines) یک شرکت هواپیمایی با کد یاتا FU است. دفتر مرکزی فوژو ایرلاینز در فرودگاه بین‌المللی فوژو چنگل، فوجو، جمهوری خلق چین واقع شده‌است.